# Cephalopholis polleni
Cephalopholis polleni là một loài cá biển thuộc chi Cephalopholis trong họ Cá mú. Loài này được mô tả lần đầu tiên vào năm 1868.

## Từ nguyên
Từ định danh được đặt theo tên của François Pollen, nhà tự nhiên học và thương gia người Hà Lan, người đã thu thập mẫu định danh của loài cá này với nhà thám hiểm Douwe Casparus van Dam.

## Phạm vi phân bố và môi trường sống

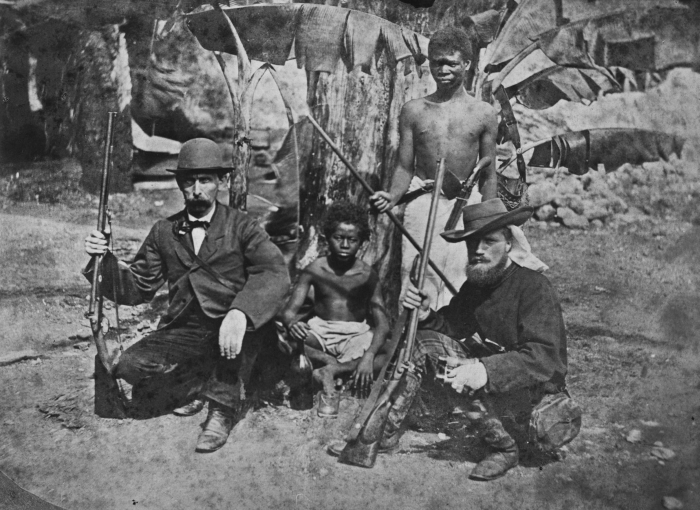
Van Dam và Pollen (chụp khoảng năm 1865)

C. polleni có phân bố không liên tục ở khu vực Ấn Độ Dương - Thái Bình Dương, từ Madagascar và các đảo quốc lân cận trải dài về phía đông đến quần đảo Line và Polynésie thuộc Pháp, xa nhất về phía bắc là đảo Okinawa (Nhật Bản).
C. polleni chủ yếu được tìm thấy trên rạn san hô ở ngoài khơi các đảo, độ sâu khoảng từ 10 đến ít nhất là 120 m (nhưng ít khi được nhìn thấy ở độ sâu nông hơn 30 m).

## Mô tả
Chiều dài cơ thể lớn nhất được ghi nhận ở C. polleni là 43 cm.
Cá trưởng thành có màu vàng, phớt màu xanh lục hoặc nâu ở vài cá thể. Có nhiều sọc ngang màu xanh tím trên thân, 2-3 sọc trên cùng đứt đoạn và lan rộng đến vây lưng. Đầu cũng có các sọc xanh, với một vệt dài ở hàm trên. Vây bụng vàng, có sọc xanh.
Cá con (khoảng 4 cm) màu vàng nâu, chuyển sang màu tím ở bụng và vàng tươi ở gốc vây đuôi, lan rộng đến hai thùy đuôi. Mõm màu vàng, có một đốm đen ở trước lỗ mũi. Cá con non lớn hơn (10 cm) màu nâu cam, các sọc màu tím bắt đầu xuất hiện trên đầu và thân.
Số gai ở vây lưng: 9; Số tia vây ở vây lưng: 14–16; Số gai ở vây hậu môn: 3; Số tia vây ở vây hậu môn: 8–9; Số tia vây ở vây ngực: 17–19; Số vảy đường bên: 66–72.

## Sinh học
Thức ăn của C. polleni là các loài cá nhỏ và động vật giáp xác. Chúng thường bơi ngược trên vòm các hang hốc.

## Thương mại
C. polleni có kích thước quá nhỏ để đạt giá trị thương mại trong ngành thủy sản, nhưng có lẽ là một loài cá cảnh có giá trị.